# عبد العزيز مباي
عبد العزيز مباي (18 أكتوبر 1954 - 3 فبراير 2021) سياسي ودبلوماسي سنغالي. كان قد شغل سابقًا منصب رئيس أركان الرئيس ماكي سال. عُيّن وزيراً للثقافة خلال تعديل وزاري في 29 أكتوبر 2012 خلفاً ليوسو ندور.

## السيرة الشخصية
كان مباي أول أفريقي جنوب الصحراء ينضم إلى قسم الرياضيات والفيزياء في المركز الوطني الفرنسي للبحث العلمي في عام 1983. وقد التحق بجامعة باريس الجنوبية، وجامعة بروكسل الحرة، والجامعة الكاثوليكية في لوفان. هو دبلوماسي محترف، كان موظفًا مدنيًا علميًا للبرنامج الاستراتيجي الأوروبي للمفوضية الأوروبية حول البحث في تكنولوجيا المعلومات. في عام 1996 تم تعيينه مستشارًا للمفوضية الأوروبية في جنوب إفريقيا ورئيسًا لوفد الاتحاد الأوروبي إلى المحيط الهادئ ومقره فيجي.
في عام 1991 أطلق مباي بينالي داكار للعلوم وكان رئيس شبكة الشباب للتنمية وهي مؤسسة أنشأها يوسو ندور. لقد شارك في تأسيس شركة ندور القابضة، المكتب الرئيسي ليوسو ندور.
كان مباي صديقًا مقربًا لماكي سال، وأصبح رئيسًا للموظفين بعد انتخاب سال في عام 2012. في 29 أكتوبر 2012 خلف مباي ندور كوزير للثقافة. كان عضوًا مؤسسًا في التحالف من أجل الجمهورية، الحزب الحاكم في السنغال منذ انتخاب سال.
توفي عبد العزيز مباي بسبب كوفيد 19 خلال الجائحة في السنغال في 3 فبراير 2021، عن عمر يناهز 66 عامًا.